# Новопавлівка (Лозівський район)
Новопа́влівка —  село в Україні, у Близнюківській селищній громаді Лозівського району Харківської області. Населення становить 4 осіб. До 2020 орган місцевого самоврядування — Самійлівська сільська рада.

## Географія
Село Новопавлівка знаходиться за 3,5 км від села Самійлівка і залізничної станції Самійлівка, примикає село Бубнове Перше, за 6 км протікає річка Велика Тернівка.

## Історія
1820 - дата заснування.
12 червня 2020 року, відповідно до Розпорядження Кабінету Міністрів України № 725-р «Про визначення адміністративних центрів та затвердження територій територіальних громад Харківської області», увійшло до складу Близнюківської селищної громади.
19 липня 2020 року, в результаті адміністративно-територіальної реформи та ліквідації Близнюківського району, увійшло до складу Лозівського району Харківської області.

## Економіка
- В селі є молочно-товарна ферма.